# Rascal Flatts
Rascal Flatts ist eine US-amerikanische Country-Band.
Gegründet wurde sie von den Cousins Jay DeMarcus (* 27. April 1971 in Columbus, Ohio) und Gary LeVox (* 10. Juli 1970 in Columbus, Ohio). Später stieß Gitarrist Joe Don Rooney (* 13. September 1975 in Baxter Springs, Kansas) dazu.

## Bandgeschichte
Jay und Gary machten bereits im Familienkreis Musik, aber während DeMarcus sich 1992 der Christian-Music-Band East And West anschloss, ging LeVox einem bürgerlichen Beruf nach. 1997 ließ er sich überreden, ebenfalls ins Musikgeschäft einzusteigen. Als sie in der Begleitband von Chely Wright spielten, lernten sie Joe Don Rooney kennen. Als bei einem Auftritt von Jay und Gary ihr Begleitgitarrist ausfiel, sprang Joe Don ein, und die Rascal Flatts hatten sich gefunden.

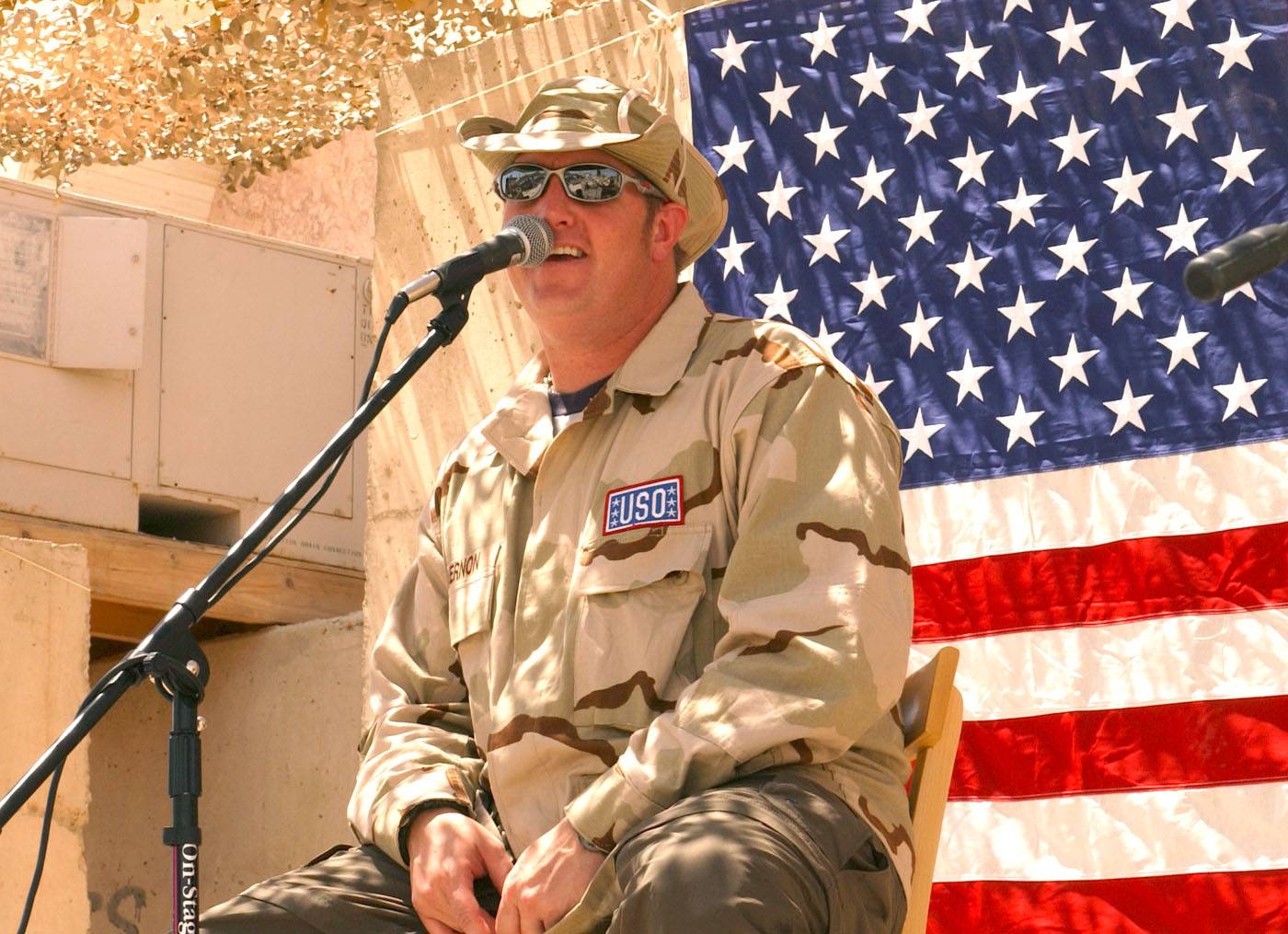
Leadsänger Gary LeVox, bei einer Veranstaltung des USO im Irak 2005, am Flughafen Bagdad

### Erfolge
Sie kamen beim Label Lyric Street Records der Disney Music Group unter und veröffentlichten 2000 ihr Debütalbum. Das Album Rascal Flatts und die erste Single daraus Prayin' for Daylight erreichten auf Anhieb Platz 3 der Country-Charts. Ihre musikalische Mischung aus Country, Pop und Rhythm and Blues machte sie auch für ein breiteres Publikum interessant und so konnten sie auch in den Pop-Charts Achtungserfolge landen.
Das Nachfolgealbum Melt war ihr erstes Country-Nummer-Eins-Album. Auch die Aufregung um kurze Nacktszenen im Video zur Single I Melt, die sich erst nach Veröffentlichung einer bereinigten Version legte, tat ihrem Erfolg keinen Abbruch.
Mit dem dritten Album Feels Like Today konnten sie Platz 1 der Top 200, der offiziellen US-Album-Charts, erobern. Fast jede ihrer Singles erreichte die Top 10 der Country-Charts, fünf davon Platz 1, acht schafften es unter die Top 40 der Pop-Charts.
2006 steuerte die Band den Song Life Is a Highway, im Original von Tom Cochrane, zum Soundtrack des Pixar-Animationsfilms Cars bei. Im Jahre 2009 waren zwei ihrer Songs Teil des Soundtracks zu Hannah Montana – Der Film.

### Auszeichnungen
Rascal Flatts erhielten zwischen 2002 und 2008 insgesamt sieben CMA Awards von der Country Music Association, davon sechs Jahre in Folge als Vocal Group of the Year. Zwischen 2000 und 2008 erhielten sie zudem zehn ACM Awards von der Academy of Country Music. Für Bless the Broken Road wurden sie mit dem Grammy 2006 für den besten Country-Song ausgezeichnet. Im Januar 2008 gewannen sie den „People’s Choice Award“.
Ihr erstes Album wurde mit Doppel-Platin ausgezeichnet, Feels Like Today erhielt fünffach Platin, und ihr 2006 erschienenes Album Me and My Gang stieg auf Platz 1 der Charts ein und fand bereits in zwei Wochen erneut über eine Million Abnehmer. Mit der ersten Single daraus, What Hurts the Most, die bereits in der Version von Jo O’Meara (Ex-S Club 7) die britischen Charts erreichte, drangen sie zum ersten Mal in die Top 10 der US-Popcharts vor.

### Trivia
In der Episode 14 der 10. Staffel von CSI: Den Tätern auf der Spur wird der Bassist der Band während eines Bühnenauftritts durch einen Stromschlag verletzt. Das Lied, welches sie in dieser Episode spielen, ist Unstoppable.

## Diskografie

### Studioalben
| Jahr | Titel                             | Höchstplatzierung, Gesamtwochen, AuszeichnungChartplatzierungen (Jahr, Titel, Platzierungen, Wochen, Auszeichnungen, Anmerkungen) | Höchstplatzierung, Gesamtwochen, AuszeichnungChartplatzierungen (Jahr, Titel, Platzierungen, Wochen, Auszeichnungen, Anmerkungen) | Höchstplatzierung, Gesamtwochen, AuszeichnungChartplatzierungen (Jahr, Titel, Platzierungen, Wochen, Auszeichnungen, Anmerkungen) | Anmerkungen                              |
| Jahr | Titel                             | UK | US | Country | Anmerkungen                              |
| ---- | --------------------------------- | --- | --- | --- | ---------------------------------------- |
| 2000 | Rascal Flatts                     | UK64 (1 Wo.)UK | US43 ×2Doppelplatin · (65 Wo.)US                                                                                                  | Country3 (106 Wo.)Country | Erstveröffentlichung: 6. Juni 2000       |
| 2002 | Melt                              | — | US5 ×3Dreifachplatin · (104 Wo.)US                                                                                                | Country1 (104 Wo.)Country | Erstveröffentlichung: 29. Oktober 2002   |
| 2004 | Feels Like Today                  | — | US1 ×5Fünffachplatin · (105 Wo.)US                                                                                                | Country1 (105 Wo.)Country | Erstveröffentlichung: 28. September 2004 |
| 2006 | Me and My Gang                    | — | US1 ×4Vierfachplatin · (91 Wo.)US                                                                                                 | Country1 (91 Wo.)Country | Erstveröffentlichung: 4. April 2006      |
| 2007 | Still Feels Good                  | — | US1 ×2Doppelplatin · (68 Wo.)US                                                                                                   | Country1 (79 Wo.)Country | Erstveröffentlichung: 25. September 2007 |
| 2009 | Unstoppable                       | — | US1 Platin · (63 Wo.)US | Country1 (78 Wo.)Country | Erstveröffentlichung: 7. April 2009      |
| 2010 | Nothing Like This                 | — | US6 Platin · (56 Wo.)US | Country1 (78 Wo.)Country | Erstveröffentlichung: 16. November 2010  |
| 2012 | Changed                           | UK87 (1 Wo.)UK | US3 Gold · (56 Wo.)US | Country1 (79 Wo.)Country | Erstveröffentlichung: 3. April 2012      |
| 2014 | Rewind                            | — | US5 (20 Wo.)US | Country1 (50 Wo.)Country | Erstveröffentlichung: 13. Mai 2014       |
| 2016 | The Greatest Gift of All          | — | US60 (7 Wo.)US | Country7 (10 Wo.)Country | Erstveröffentlichung: 21. Oktober 2016   |
| 2017 | Back to Us                        | — | US11 (4 Wo.)US | Country2 (7 Wo.)Country | Erstveröffentlichung: 19. Mai 2017       |
| 2025 | Life is a Highway: Refueled Duets | — | US114 (1 Wo.)US | Country26 (1 Wo.)Country | Erstveröffentlichung: 6. Juni 2025       |

### Livealben
| Jahr | Titel                          | Höchstplatzierung, Gesamtwochen, AuszeichnungChartplatzierungen (Jahr, Titel, Platzierungen, Wochen, Auszeichnungen, Anmerkungen) | Höchstplatzierung, Gesamtwochen, AuszeichnungChartplatzierungen (Jahr, Titel, Platzierungen, Wochen, Auszeichnungen, Anmerkungen) | Anmerkungen                            |
| Jahr | Titel                          | US | Country | Anmerkungen                            |
| ---- | ------------------------------ | --- | --- | -------------------------------------- |
| 2011 | The Best Of Rascal Flatts Live | US167 (1 Wo.)US | Country32 (13 Wo.)Country | Erstveröffentlichung: 8. November 2011 |

### Kompilationen
| Jahr | Titel                                            | Höchstplatzierung, Gesamtwochen, AuszeichnungChartplatzierungen (Jahr, Titel, Platzierungen, Wochen, Auszeichnungen, Anmerkungen) | Höchstplatzierung, Gesamtwochen, AuszeichnungChartplatzierungen (Jahr, Titel, Platzierungen, Wochen, Auszeichnungen, Anmerkungen) | Anmerkungen                            |
| Jahr | Titel                                            | US | Country | Anmerkungen                            |
| ---- | ------------------------------------------------ | --- | --- | -------------------------------------- |
| 2008 | Greatest Hits Volume 1                           | US6 (136 Wo.)US | Country2 (260 Wo.)Country | Erstveröffentlichung: 28. Oktober 2008 |
| 2010 | 14 Love Songs For The 14th                       | — | Country41 (2 Wo.)Country | Erstveröffentlichung: 9. Februar 2010  |
| 2020 | Twenty Years of Rascal Flatts: The Greatest Hits | US87 (9 Wo.)US | Country9 (85 Wo.)Country | Erstveröffentlichung: 2. Oktober 2020  |

### EPs
| Jahr | Titel     | Höchstplatzierung, Gesamtwochen, AuszeichnungChartsChartplatzierungen (Jahr, Titel, Platzierungen, Wochen, Auszeichnungen, Anmerkungen) | Anmerkungen                             |
| Jahr | Titel     | Country | Anmerkungen                             |
| ---- | --------- | --- | --------------------------------------- |
| 2009 | Unwrapped | Country44 (4 Wo.)Country | Erstveröffentlichung: 23. November 2009 |
| 2014 | Rewind    | Country40 (3 Wo.)Country | Erstveröffentlichung: 4. Mai 2014       |

### Singles
| Jahr | Titel Album                                       | Höchstplatzierung, Gesamtwochen, AuszeichnungChartplatzierungen (Jahr, Titel, Album, Platzierungen, Wochen, Auszeichnungen, Anmerkungen) | Höchstplatzierung, Gesamtwochen, AuszeichnungChartplatzierungen (Jahr, Titel, Album, Platzierungen, Wochen, Auszeichnungen, Anmerkungen) | Höchstplatzierung, Gesamtwochen, AuszeichnungChartplatzierungen (Jahr, Titel, Album, Platzierungen, Wochen, Auszeichnungen, Anmerkungen) | Anmerkungen                                                                            |
| Jahr | Titel Album                                       | UK | US | Country | Anmerkungen                                                                            |
| --- | ------------------------------------------------- | --- | --- | --- | -------------------------------------------------------------------------------------- |
| 2000 | Prayin’ for Daylight Rascal Flatts                | — | US38 Gold · (20 Wo.)US | Country3 (31 Wo.)Country | Erstveröffentlichung: 21. Februar 2000                                                 |
| 2000 | This Everyday Love Rascal Flatts                  | — | US56 (14 Wo.)US | Country9 (30 Wo.)Country | Erstveröffentlichung: 7. August 2000                                                   |
| 2001 | While You Loved Me Rascal Flatts                  | — | US60 (12 Wo.)US | Country7 (24 Wo.)Country | Erstveröffentlichung: 26. März 2001                                                    |
| 2001 | I’m Movin’ On Rascal Flatts                       | — | US41 (19 Wo.)US | Country4 (34 Wo.)Country | Erstveröffentlichung: 8. Oktober 2001                                                  |
| 2002 | These Days Melt                                   | — | US23 (20 Wo.)US | Country1 (36 Wo.)Country | Erstveröffentlichung: 24. Juni 2002                                                    |
| 2003 | Love You Out Loud Melt                            | — | US30 (20 Wo.)US | Country3 (25 Wo.)Country | Erstveröffentlichung: 20. Januar 2003                                                  |
| 2003 | I Melt Melt                                       | — | US34 (20 Wo.)US | Country2 (25 Wo.)Country | Erstveröffentlichung: 8. Juli 2003                                                     |
| 2003 | Mayberry Melt                                     | — | US21 (20 Wo.)US | Country1 (25 Wo.)Country | Erstveröffentlichung: 29. Dezember 2003                                                |
| 2004 | Feels Like Today                                  | — | US56 (13 Wo.)US | Country9 (20 Wo.)Country | Erstveröffentlichung: 21. Juni 2004                                                    |
| 2004 | Bless the Broken Road Feels Like Today            | UK41 Silber · (3 Wo.)UK | US29 Platin · (20 Wo.)US | Country1 (25 Wo.)Country | Erstveröffentlichung: 1. November 2004                                                 |
| 2005 | Fast Cars and Freedom Feels Like Today            | — | US38 Gold · (20 Wo.)US | Country1 (25 Wo.)Country | Erstveröffentlichung: 21. März 2005                                                    |
| 2005 | Skin (Sarabeth) Feels Like Today                  | — | US42 Gold · (17 Wo.)US | Country2 (37 Wo.)Country | Erstveröffentlichung: 15. August 2005                                                  |
| 2006 | What Hurts the Most Me and My Gang                | — | US6 ×5Fünffachplatin · (51 Wo.)US | Country1 (21 Wo.)Country | Erstveröffentlichung: 9. Januar 2006 Original: Mark Wills                              |
| 2006 | Me and My Gang                                    | — | US50 (16 Wo.)US | Country6 (20 Wo.)Country | Erstveröffentlichung: 17. April 2006                                                   |
| 2006 | Life is a Highway Me and My Gang / Cars O.S.T.    | UK— PlatinUK | US7 ×8Achtfachplatin · (20 Wo.)US | Country18 (21 Wo.)Country | Erstveröffentlichung: 6. Juni 2006 Original: Tom Cochrane                              |
| 2006 | My Wish Me and My Gang                            | — | US28 Platin · (20 Wo.)US | Country1 (24 Wo.)Country | Erstveröffentlichung: 28. August 2006                                                  |
| 2007 | Stand Me and My Gang                              | — | US46 (20 Wo.)US | Country1 (21 Wo.)Country | Erstveröffentlichung: 22. Januar 2007                                                  |
| 2007 | Take Me There Still Feels Good                    | — | US19 (20 Wo.)US | Country1 (20 Wo.)Country | Erstveröffentlichung: 9. Juli 2007                                                     |
| 2007 | Winner at a Losing Game Still Feels Good          | — | US52 (20 Wo.)US | Country2 (20 Wo.)Country | Erstveröffentlichung: 22. Oktober 2007                                                 |
| 2008 | Every Day Still Feels Good                        | — | US45 (17 Wo.)US | Country2 (20 Wo.)Country | Erstveröffentlichung: 3. März 2008                                                     |
| 2008 | Bob That Head Still Feels Good                    | — | — | Country15 (16 Wo.)Country | Erstveröffentlichung: 16. Juni 2008                                                    |
| 2008 | Here Still Feels Good                             | — | US50 (17 Wo.)US | Country1 (20 Wo.)Country | Erstveröffentlichung: 2. September 2008                                                |
| 2009 | Here Comes Goodbye Unstoppable                    | — | US11 (16 Wo.)US | Country1 (16 Wo.)Country | Erstveröffentlichung: 20. Januar 2009                                                  |
| 2009 | Summer Nights Unstoppable                         | — | US37 (18 Wo.)US | Country2 (22 Wo.)Country | Erstveröffentlichung: 19. Mai 2009                                                     |
| 2009 | Why Unstoppable                                   | — | — | Country18 (11 Wo.)Country | Erstveröffentlichung: 29. September 2009                                               |
| 2010 | Unstoppable                                       | — | US52 (18 Wo.)US | Country7 (23 Wo.)Country | Erstveröffentlichung: 4. Januar 2010                                                   |
| 2010 | Why Wait Nothing Like This                        | — | US48 (20 Wo.)US | Country1 (23 Wo.)Country | Erstveröffentlichung: 2. August 2010                                                   |
| 2011 | I Won’t Let Go Nothing Like This                  | — | US31 Platin · (20 Wo.)US | Country2 (22 Wo.)Country | Erstveröffentlichung: 10. Januar 2011                                                  |
| 2011 | Easy Nothing Like This                            | — | US43 Platin · (23 Wo.)US | Country3 (29 Wo.)Country | Erstveröffentlichung: 27. Juni 2011 feat. Natasha Bedingfield                          |
| 2012 | Banjo Changed                                     | — | US51 Gold · (17 Wo.)US | Country1 (18 Wo.)Country | Erstveröffentlichung: 16. Januar 2012                                                  |
| 2012 | Come Wake Me Up Changed                           | — | US52 Platin · (20 Wo.)US | Country8 (30 Wo.)Country | Erstveröffentlichung: 21. Mai 2012                                                     |
| 2012 | Changed                                           | — | US73 Gold · (8 Wo.)US | Country25 (20 Wo.)Country | Erstveröffentlichung: 17. Dezember 2012                                                |
| 2014 | Rewind Rewind (EP)                                | — | US38 Platin · (20 Wo.)US | Country4 (22 Wo.)Country | Erstveröffentlichung: 21. Januar 2014                                                  |
| 2014 | Payback Rewind (EP)                               | — | — | Country24 (19 Wo.)Country | Erstveröffentlichung: 16. Juni 2014                                                    |
| 2014 | Riot Rewind (EP)                                  | — | — | Country27 (24 Wo.)Country | Erstveröffentlichung: 24. November 2014                                                |
| 2016 | I Like the Sound of That Rewind (EP)              | — | US52 Platin · (16 Wo.)US | Country8 (31 Wo.)Country | Erstveröffentlichung: 24. September 2016                                               |
| 2016 | Forever Country –                                 | — | US21 Gold · (4 Wo.)US | Country1 (18 Wo.)Country | Erstveröffentlichung: 16. September 2016 als Teil von "Artists of Then, Now & Forever" |
| 2017 | Yours If You Want It Back to Us                   | — | US71 Gold · (10 Wo.)US | Country13 (28 Wo.)Country | Erstveröffentlichung: 9. Januar 2017                                                   |
| 2017 | Back to Us                                        | — | — | Country48 (1 Wo.)Country | Erstveröffentlichung: 21. August 2017                                                  |
| 2018 | Back To Life –                                    | — | US— GoldUS | Country28 (35 Wo.)Country | Erstveröffentlichung: 28. September 2018                                               |
| 2020 | How They Remember You How They Remember You (EP)  | — | US89 (2 Wo.)US | Country18 (33 Wo.)Country | Erstveröffentlichung: 19. Juni 2020                                                    |
| 2025 | I Dare You –                                      | — | — | Country31 (1 Wo.)Country | Erstveröffentlichung: 31. Januar 2025 mit Jonas Brothers                               |
| Folgende Lieder erschienen nicht als Single, wurden aber durch das Album zum Download und Streaming bereitgestellt und konnten somit eine Platzierung erlangen: |                                                   | | | |                                                                                        |
| |                                                   | | | |                                                                                        |
| 2000 | Long Slow Beautiful Dance Rascal Flatts           | — | — | Country73 (2 Wo.)Country |                                                                                        |
| 2005 | Bless the Broken Road –                           | — | — | Country50 (1 Wo.)Country | mit Carrie Underwood                                                                   |
| 2005 | Oklahoma-Texas Line Feels Like Today              | — | — | Country53 (6 Wo.)Country |                                                                                        |
| 2005 | Here’s To You Feels Like Today                    | — | — | Country48 (17 Wo.)Country |                                                                                        |
| 2006 | Pieces Me and My Gang                             | — | — | Country57 (1 Wo.)Country |                                                                                        |
| 2006 | Ellsworth Me and My Gang                          | — | — | Country56 (1 Wo.)Country |                                                                                        |
| 2006 | Backwards Me and My Gang                          | — | — | Country54 (2 Wo.)Country |                                                                                        |
| 2007 | Revolution Still Feels Good                       | — | — | Country57 (3 Wo.)Country |                                                                                        |
| 2007 | Still Feels Good                                  | — | — | Country56 (1 Wo.)Country |                                                                                        |
| 2008 | Jingle Bell Rock Greatest Hits Volume 1           | — | — | Country29 (5 Wo.)Country |                                                                                        |
| 2008 | White Christmas Greatest Hits Volume 1            | — | — | Country32 (5 Wo.)Country |                                                                                        |
| 2008 | I’ll Be Home For Christmas Greatest Hits Volume 1 | — | — | Country34 (5 Wo.)Country |                                                                                        |
| 2009 | Forever Unstoppable                               | — | US53 (1 Wo.)US | — |                                                                                        |
| 2009 | Love Who You Love Unstoppable                     | — | US59 (1 Wo.)US | Country59 (1 Wo.)Country |                                                                                        |
| 2009 | Thing That Matter Unstoppable                     | — | US85 (1 Wo.)US | — |                                                                                        |
| 2010 | Close Unstoppable                                 | — | — | Country55 (8 Wo.)Country |                                                                                        |

### Videoalben
| Jahr | Titel | Höchstplatzierung, Gesamtwochen, AuszeichnungChartsChartplatzierungen (Jahr, Titel, Platzierungen, Wochen, Auszeichnungen, Anmerkungen) | Anmerkungen                              |
| Jahr | Titel | US | Anmerkungen                              |
| ---- | ----- | --- | ---------------------------------------- |
| 2003 | Live  | US— ×2DoppelplatinUS | Erstveröffentlichung: 16. September 2003 |

## Auszeichnungen für Musikverkäufe
| Goldene Schallplatte - Kanada - 2004: für das Album Melt - 2012: für das Album Nothing Like This Platin-Schallplatte - Kanada - 2006: für das Album Feels Like Today - 2006: für das Album Me and My Gang | 2× Platin-Schallplatte - Dänemark - 2024: für die Single Life is a Highway 4× Platin-Schallplatte - Neuseeland - 2025: für die Single Life is a Highway |

Anmerkung: Auszeichnungen in Ländern aus den Charttabellen bzw. Chartboxen sind in ebendiesen zu finden.
| Land/RegionAuszeichnungen für Musikverkäufe (Land/Region, Auszeichnungen, Verkäufe, Quellen) | Silber  | Gold       | Platin       | Verkäufe   | Quellen          |
| -------------------------------------------------------------------------------------------- | ------- | ---------- | ------------ | ---------- | ---------------- |
| Dänemark (IFPI)                                                                              | —       | —          | 2× Platin2   | 180.000    | ifpi.dk          |
| Kanada (MC)                                                                                  | —       | 2× Gold2   | 2× Platin2   | 290.000    | musiccanada.com  |
| Neuseeland (RMNZ)                                                                            | —       | —          | 4× Platin4   | 120.000    | radioscope.co.nz |
| Vereinigte Staaten (RIAA)                                                                    | —       | 9× Gold9   | 40× Platin40 | 42.700.000 | riaa.com         |
| Vereinigtes Königreich (BPI)                                                                 | Silber1 | —          | Platin1      | 800.000    | bpi.co.uk        |
| Insgesamt                                                                                    | Silber1 | 11× Gold11 | 49× Platin49 |            |                  |